# Магнус Стамнестре
Магнус Стамнестре (норв. Magnus Stamnestrø, нар. 18 квітня 1992, Кюрксетерера, Сер-Тренделаг) — норвезький футболіст, півзахисник клубу «Русенборг».

## Клубна кар'єра
Магнус розпочав грати у футбол у клубі «Гемне» з рідного міста, в 2010 році перейшов до «Молде». Його дебют у Типпелізі відбувся 6 червня 2010 року, в грі проти «Ліллестрема». 24 липня 2012 року Магнус вперше зіграв у Лізі чемпіонів проти латвійського «Вентспілса». Всього ж Стамнестре відіграв за команду з Молде три сезони своєї ігрової кар'єри і став за цей час з командою дворазовим чемпіоном Норвегії, проте на поле виходив достатньо рідко.
У квітні 2013 року Магнус на умовах річної оренди перейшов до «Согндалу», де за сезон зіграв у 19 матчах елітного дивізіону Норвегії. 
На початку 2014 року на умовах річної оренди перейшов у клуб «Крістіансунн», що виступав у другому за силою дивізіоні країни. Своєю грою він зумів зацікавити керівників клубу і незабаром вони викуплили його контракт у «Молде». Всього Стамнестре провів півтора сезони у Першому дивізіоні Норвегії.
У липні 2015 року Магнус повернувся до Тіппеліги, перейшовши до «Русенборга». Дебют Стамнестре за новий клуб відбувся 26 липня 2015 року в грі проти «Саннефіорда». Наразі встиг відіграти за команду з Тронгейма 2 матчі в національному чемпіонаті.

## Виступи за збірні
2011 року дебютував у складі юнацької збірної Норвегії, взяв участь у 3 іграх на юнацькому рівні, відзначившись одним забитим голом.
2012 року залучався до складу молодіжної збірної Норвегії. На молодіжному рівні зіграв у 2 офіційних матчах, забив 2 голи.

## Статистика виступів

### Статистика клубних виступів
| Сезон                    | Клуб                     | Чемпіонат                | Чемпіонат | Чемпіонат | Національний кубок | Національний кубок | Національний кубок | Континентальні кубки | Континентальні кубки | Континентальні кубки | Суперкубок | Суперкубок | Суперкубок | Усього | Усього |
| Сезон                    | Клуб                     | Ліга                     | Ігор      | Голів     | Ліга               | Ігор               | Голів              | Ліга                 | Ігор                 | Голів                | Ліга       | Ігор       | Голів      | Ігор   | Голів  |
| ------------------------ | ------------------------ | ------------------------ | --------- | --------- | ------------------ | ------------------ | ------------------ | -------------------- | -------------------- | -------------------- | ---------- | ---------- | ---------- | ------ | ------ |
| 2010                     | «Молде»                  | ТЛ                       | 3         | 0         | КН                 | 0                  | 0                  | ЛЄ                   | 0                    | 0                    | —          | —          | —          | 3      | 0      |
| 2011                     | «Молде»                  | ТЛ                       | 4         | 0         | КН                 | 4                  | 0                  | —                    | —                    | —                    | —          | —          | —          | 8      | 0      |
| 2012                     | «Молде»                  | ТЛ                       | 9         | 1         | КН                 | 5                  | 2                  | ЛЧ+ЛЄ                | 2+2                  | 0                    | —          | —          | —          | 18     | 3      |
| Усього за «Молде»        | Усього за «Молде»        | Усього за «Молде»        | 16        | 1         |                    | 9                  | 2                  |                      | 4                    | 0                    |            | —          | —          | 29     | 3      |
| 2013                     | «Согндал»                | ТЛ                       | 19        | 4         | КН                 | 4                  | 1                  | —                    | —                    | —                    | —          | —          | —          | 23     | 5      |
| 2014                     | «Крістіансунн»           | 1Д (ІІ)                  | 24+1      | 1+0       | КН                 | 1                  | 0                  | —                    | —                    | —                    | —          | —          | —          | 26     | 1      |
| 2015                     | «Крістіансунн»           | 1Д (ІІ)                  | 11        | 4         | КН                 | 3                  | 2                  | —                    | —                    | —                    | —          | —          | —          | 14     | 6      |
| Усього за «Крістіансунн» | Усього за «Крістіансунн» | Усього за «Крістіансунн» | 35+1      | 5+0       |                    | 4                  | 2                  |                      | —                    | —                    |            | —          | —          | 40     | 7      |
| 2015                     | «Русенборг»              | ТЛ                       | 0         | 0         | КН                 | 0                  | 0                  | ЛЄ                   | 0                    | 0                    | —          | —          | —          | 0      | 0      |
| Усього                   | Усього                   | Усього                   | 59+1+     | 6+0+      |                    | 14+                | 3+                 |                      | 4                    | 0                    |            | —          | —          | 78+    | 9+     |

## Титули і досягнення
- Чемпіон Норвегії (4):

«Молде»: 2011, 2012
«Русенборг»: 2015, 2016
- Володар Кубка Норвегії (2):

«Русенборг»: 2015, 2016
- Чемпіон Фарерських островів (1):

«Клаксвік»: 2019
- Володар Суперкубка Фарерських островів (1):

«Клаксвік»: 2020